# Helsingfors–Tallinn

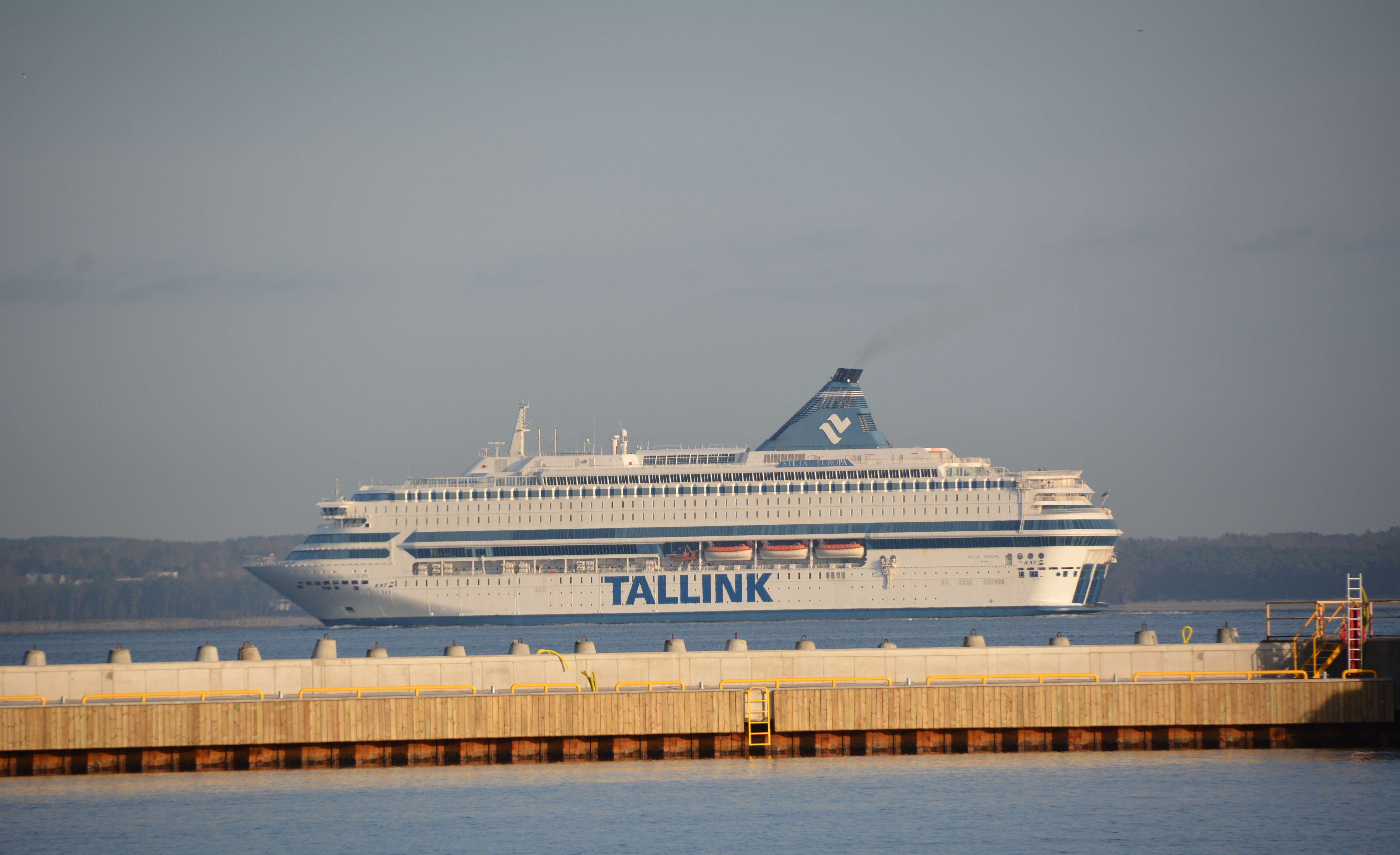
M/S Silja Europa utanför Noblessner i Tallinn.

Helsingfors-Tallinn är en färjelinje mellan Helsingfors i Finland och Tallinn i Estland. Linjen trafikeras av snabbgående färjor/katamaraner och traditionella bil- och passagerarfärjor.

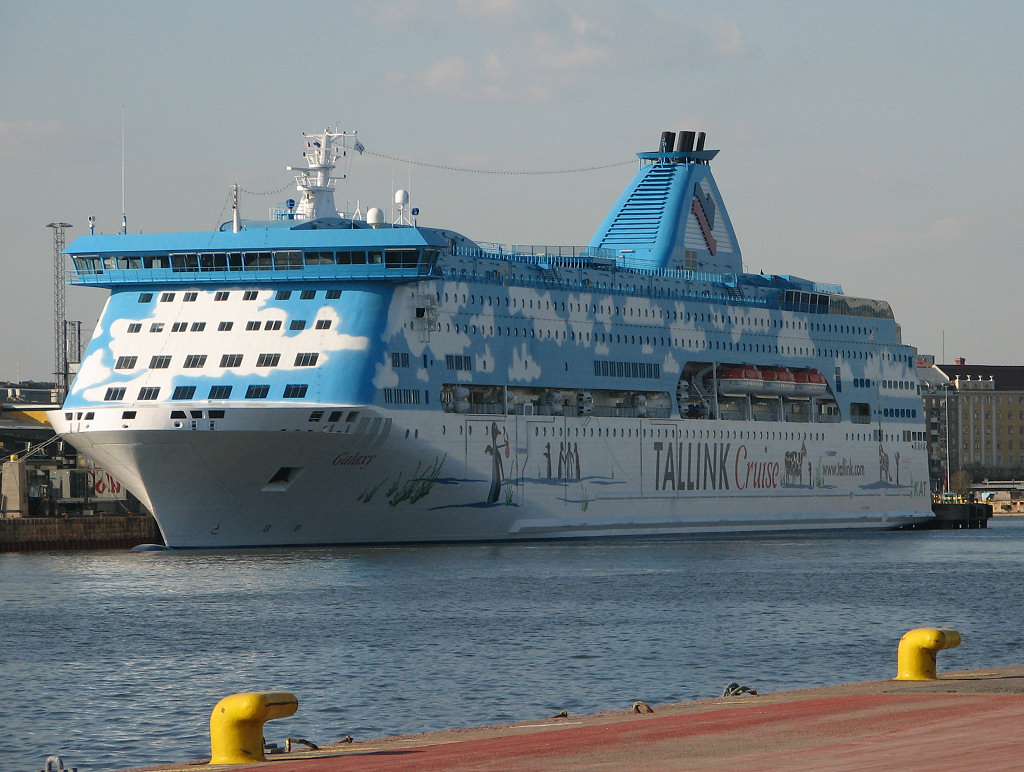
M/S Galaxy var ett av de fartyg som trafikerar linjen Helsingfors-Tallinn innan hon flyttades till rutten Åbo-Mariehamn-Stockholm.

## Fartyg
- Viking Line
  - M/S Viking XPRS (kryssning, traditionell)
- Tallink
  - M/S Victoria I (kryssning, traditionell)
  - M/S Megastar (snabbgående, traditionell)
  - M/S MyStar (snabbgående, traditionell)
- Eckerö Line
  - M/S Finlandia (snabbgående, traditionell)
  - M/S Finbo Cargo (lastfartyg med plats för passagerare, angör Tallinn bara i hårt väder, i normala fall Muuga)

## Hamnar
- Viking Line avgår från Skatudden i södra hamnen i Helsingfors.
- Tallink avgår från Västra hamnen i Helsingfors.
- Eckerö Line avgår från Västra hamnen i Helsingfors.

- I Tallinn angör samtliga till Reisisadam, ganska centralt.